# Depressing Claim
Depressing Claim fue un grupo de punk-pop español que estuvo en activo desde 1991 hasta 1998. Publicaron varias referencias, todas ellas en el Sello No Tomorrow Records.
El descubridor del grupo, al igual que de tantos otros, fue el popular locutor de Radio 3 Juan de Pablos, quien empezó a pinchar en su programa Flor de Pasión las canciones del grupo. Poco después, publicarían su primer sencillo.

## Miembros del grupo
- Tommy Ramos: Voz
- Luis Sánchez: Guitarra y coros
- Coky Ordoñez: Guitarra solista
- Alex Gomis: Bajo
- Juan Peris: Batería

## Discografía
LP / CD
- 1995. Radio Surf
- 1998. Solo Di Si

Singles y Splits
- 1993. S/T
- 1996. Regreso A Samoa (Compartido con Frogger, Aerobitch y Discípulos de Dionisos)
- 1996. Surf-Punk-Latin-Rumble (Doble 7, compartido con Shock Treatment, Chromosomes y The Pills)
- 1998. Bang Bang (Compartido con Frogger)

Box-Set
- 2017. Radio Surf XXL

Recopilatorios
- 1996. Sálvese Quien Pueda (Maldita Navidad, Nunca Pasará y Fue Un Error (Demo))
- 1996. BSO. The Killer Barbies (Exigen Carne)
- 1996. El Ataque De La Gente NOT (Sueño de Verano)
- 1996. Surco Sound (Nunca Pasará)
- 1996. News From The World (Ya Está Bien)
- 1997. Loose Drive (Ese Día Nunca Llegó (primera versión))
- 1998. No Tomorrow 1993-1998 (Fórmula 1 y Backseat Love)
- 2000. Never Trust A Punk Vol.2 (Salvaje Pasión)
- 2003. Contemporania 03 (Dime Lo Que Piensas)